# Angela Mortimer Barrett
Florence Angela Margaret Mortimer Barrett (Plymouth, 21 de Abril de 1932) é uma ex-tenista britânica.

## Grand Slam finais

### Simples: 5 (3 títulos, 2 vices)
| Resultado | Ano  | Campeonato               | Oponente               | Placar         |
| --------- | ---- | ------------------------ | ---------------------- | -------------- |
| Campeã    | 1955 | Roland Garros            | Dorothy Head Knode     | 2–6, 7–5, 10–8 |
| Vice      | 1956 | Roland Garros            | Althea Gibson          | 0–6, 10–12     |
| Campeã    | 1958 | Australian Championships | Lorraine Coghlan       | 6–3, 6–4       |
| Vice      | 1958 | Wimbledon                | Althea Gibson          | 6–8, 2–6       |
| Campeã    | 1961 | Wimbledon                | Christine Truman Janes | 4–6, 6–4, 7–5  |

### Duplas: 2 (1 título, 1 vice)
| Resultado | Ano  | Campeonato | Parceira      | Oponente                                    | Placar   |
| --------- | ---- | ---------- | ------------- | ------------------------------------------- | -------- |
| Campeã    | 1955 | Wimbledon  | Anne Shilcock | Shirley Bloomer Brasher Patricia Ward Hales | 7–5, 6–1 |